# スタニスラフ・ザハロフ
スタニスラフ・ウラジーミロヴィチ・ザハロフ（ロシア語: Станислав Владимирович Захаров、ラテン翻字：Stanislav Vladimirovich Zakharov、1981年8月31日 - ）は、ロシア、モスクワ州出身の男性フィギュアスケート選手。2002年世界ジュニア選手権ペアチャンピオン。パートナーはエレーナ・リアブチュクなど。

## 経歴
ロシアのモスクワ州に生まれ、5歳のころにスケートを始めた。やがてモスクワのクラブに所属しエレーナ・リアブチュクとペアを結成。コーチは実の父ウラジミール・ザハロフであった。
1999-2000年シーズンよりISUジュニアグランプリにロシア代表として出場したが、初出場のJGPチェコスケートおよび世界ジュニア選手権では6位に終わった。翌2000-2001年シーズン、サイドバイサイドのスピンの練習中にスタニスラフ・ザハロフのブレードがパートナーのリアブチュクの頭にぶかる事故が発生し、リアブチュクは怪我を負い長期離脱を余儀なくされた。
2001-2002年シーズン、ロシアのジュニア選手権で優勝、シニアクラスでも6位となり3度目の出場となった世界ジュニア選手権では初優勝を果たした。翌2002-2003年シーズン、3年ぶりにISUジュニアグランプリに出場したが、JGPクールシュベルで2位となったもののJGPトラパネーゼ杯では6位に沈みJGPファイナル進出を逃した。2003年ペア解散を発表。
2003-2004年シーズンのロシア選手権にイリーナ・ポタニナとペアを組み出場したが、7位に終わった。

## 主な戦績
- 戦績はエレーナ・リアブチュクとのペア時。

| 大会/年           | 1999-00 | 2000-01 | 2001-02 | 2002-03 |
| ----------------- | ------- | ------- | ------- | ------- |
| 世界Jr.選手権     | 6       | 8       | 1       |         |
| ロシア選手権      |         |         | 6       |         |
| JGPトラパネーゼ杯 |         |         |         | 6       |
| JGPクールシュベル |         |         |         | 2       |
| JGPチェコスケート | 4       |         |         |         |

### 詳細
| 2002-2003 シーズン     |                                                            |    |    |      |
| 開催日                 | 大会名                                                     | SP | FP | 結果 |
| 2002年10月30日-11月3日 | ISUジュニアグランプリ トラパネーゼ杯（ミラノ）             | 5  | 6  | 6    |
| 2002年8月21日-25日     | ISUジュニアグランプリ クールシュヴェル（クールシュヴェル） | 4  | 2  | 2    |